# Tweede Slag bij Corinth
De Tweede slag bij Corinth vond plaats op 3 en 4 oktober 1862 tijdens de Amerikaanse Burgeroorlog. Opnieuw versloeg de Noordelijke generaal-majoor William S. Rosecrans een Zuidelijk leger die nu geleid werd door generaal-majoor Earl Van Dorn.

## Achtergrond
Terwijl de Zuidelijke generaal Braxton Bragg vanuit noordelijk Tennessee Kentucky binnentrok in september 1862 werd hij achtervolgd door de Noordelijke generaal-majoor Don Carlos Buell met zijn Army of the Ohio. De Zuidelijke probeerden te verhinderen dat Buell versterkt werd door het leger van generaal-majoor Ulysses S. Grant en zijn Army of the Tennessee. Grant beschermde sinds de val van Corinth de bevoorradingslijnen tussen westelijk Tennessee en noordelijk Mississippi. Tijdens de Slag bij Iuka op 19 september werd het Zuidelijke leger onder leiding van generaal-majoor Sterling Price verslagen door Noordelijke troepen onder leiding van generaal-majoor Rosecrans. Price had geprobeerd om zijn klein leger te verenigen met Earl Van Dorns Army of Tennessee om zo Grants communicatielijnen te vernietigen. Grant en Rosecrans sloegen echter als eersten toe en verjoegen Price uit Iuka.
Na de inname van Iuka installeerde Grant zijn hoofdkwartier in Jackson, Tennessee. Dit was een ideale locatie om de communicatie tussen zichzelf en zijn troepen in Corinth en Memphis te waarborgen. Rosecrans keerde terug naar Corinth. Generaal-majoor Edward Ords drie divivies van Grants Army of the Tennessee, die niet hadden deelgenomen aan de strijd bij Iuka, marcheerde naar Bolivar, Tennessee ten noordwesten van Corinth. Daar zocht hij aansluiting met generaal-majoor Stephen A. Hurlbut. Zo bestonden de eenheden onder Grants bevel uit de 12.000 soldaten in Bolivar, de 23.000 soldaten in Corinth onder Rosecrans, 7.000 soldaten in Memphis onder leiding van generaal-majoor William T. Sherman en 6.000 soldaten in Jackson die als algemene reserve fungeerden.

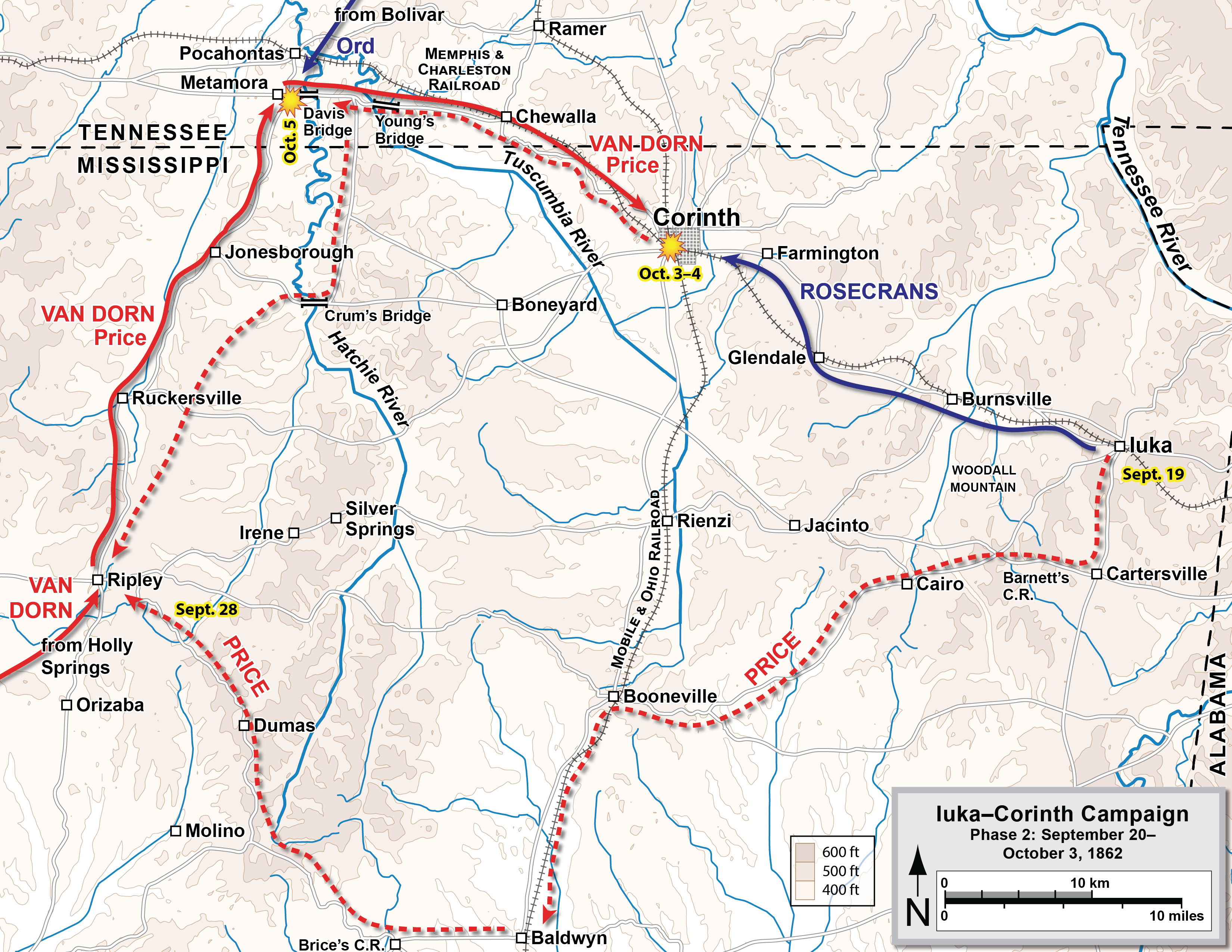
Tweede fase in de veldtocht tussen Iuka en Corinth

Price vond aansluiting met Van Dorn op 28 september bij Ripley in Mississippi. Van Dorn nam het algemeen bevel op zich en had nu 22.000 soldaten onder zijn commando.
Op 1 oktober trokken ze samen op naar Pocahontas, Tennessee. Dit was een dorpje langs de Memphis en Charleston Spoorweg. Van daaruit had Van Dorn verschillende opties. Grant bleef voorlopig in het ongewisse. Uit informatie bleek echter dat Corinth het uiteindelijke doel was. De Zuidelijken probeerden de stad vanuit een onverwachte hoek aan te vallen. Zo werd Rosecrans geïsoleerd en kon er een doorbraak geforceerd worden naar Midden-Tennessee. Grant stuurde een boodschap naar Rosecrans zodat hij zich kon voorbereiden op een aanval. Ook Hurlbut kreeg de nodige instructies om de vijand indien mogelijk in de flank aan te vallen.
Langs de noord- en oostzijde van Corinth had Rosecrans, op ongeveer 3 km van de stad, een loopgravenstelsel uitgebouwd. Rosecrans had deze laten aansluiten op de linie die van Chewalla Road in het noordwesten tot de Mobile and Ohio Spoorweg in het zuiden liep en die ooit door P.G.T. Beauregard was aangelegd. De linie was te lang om door de 23.000 soldaten van Rosecrans verdedigd te worden. Zo paste Rosecrans, met goedkeuring van Grant, zijn linies zo aan dat de stad en de munitiedepots binnen de verdedigingslinie vielen. De binnenste linie werd de Halleck linie genoemd. Daarin werden versterkte plaatsen gebouwd om batterijen te herbergen zoals de Robinett, Williams, Phillips, Tannrath en Lothropbatterijen. Ze lagen allen rond College Hill. Deze batterijen waren verbonden met elkaar door loopgraven. De laatste vier dagen van september werden de bomen omgehakt om een beter schootsveld te creëren rond de Robinett-batterij. Rosecrans’ plan was als volgt. Hij zou de vijand opwachten met scherpschutters in de oude loopgraven om daarna de hoofdaanval op te vangen met de Halleck linie. Mochten de Zuidelijken erin slagen om daar door te breken, had hij nog altijd de verdedigingswerken rond College Hill om op terug te vallen. De soldaten kregen rantsoenen voor drie dagen en elk 100 kogels. Van Dorn kende noch de sterkte van de vijand, noch de sterkte van de verdedigingswerken. Uit voorzorg liet hij twee divisies overkomen van de Army of the Tennessee.

## Samenstelling van de legers
Het Army of the Tennessee werd aangevoerd door generaal-majoor Earl Van Dorn en bestond uit:
- Het korps onder leiding van Sterling Price, die ook gekend was als het Army of the West, was ingedeeld in twee divisies onder leiding van brigadegeneraal Louis Hébert (brigades van brigadegeneraal Martin E. Green en kolonels Elijah Gates, W. Bruce Colbert en John D. Martin) en brigadegeneraal Dabney H. Maury (brigades van brigadegeneraals John C. Moore en William L. Cabell en kolonel Charles W. Phifer).
- De 1st Division of the District of the Mississippi onder leiding van generaal-majoor Mansfield Lovell, met de brigades van brigadegeneraal Albert Rust, John B. Villepigue, John S. Boland, een cavaleriebrigade onder leiding van kolonel William H. Jackson en het Zouavenbataljon van majoor St. L. Dupiere.

Generaal-majoor William S. Rosecrans Army of the Mississippi bestond uit:
- De divisie van brigadegeneraal David S. Stanley met de brigades van kolonel John W. Fuller en Joseph A. Mower.
- De divisie van brigadegeneraal Charles S. Hamilton met de brigades van brigadegeneraals Napoleon B. Buford en Jeremiah C. Sullivan.
- De cavaleriedivisie van kolonel John K. Mizner met de brigades van kolonel Edward Hatch en Albert L. Lee.
- Een divisie van het Army of the Tennessee onder leiding van brigadegeneraal Thomas A. Davies waaronder de brigades van brigadegeneraal Pleasant A. Hackleman en Richard J. Oglesby en kolonel Silas D. Baldwin.
- Een divisie onder leiding van brigadegeneraal Thomas J. McKean met de brigades van brigadegeneraal John McArthur en kolonel John M. Oliver en Marcellus M. Crocker.

## De slag

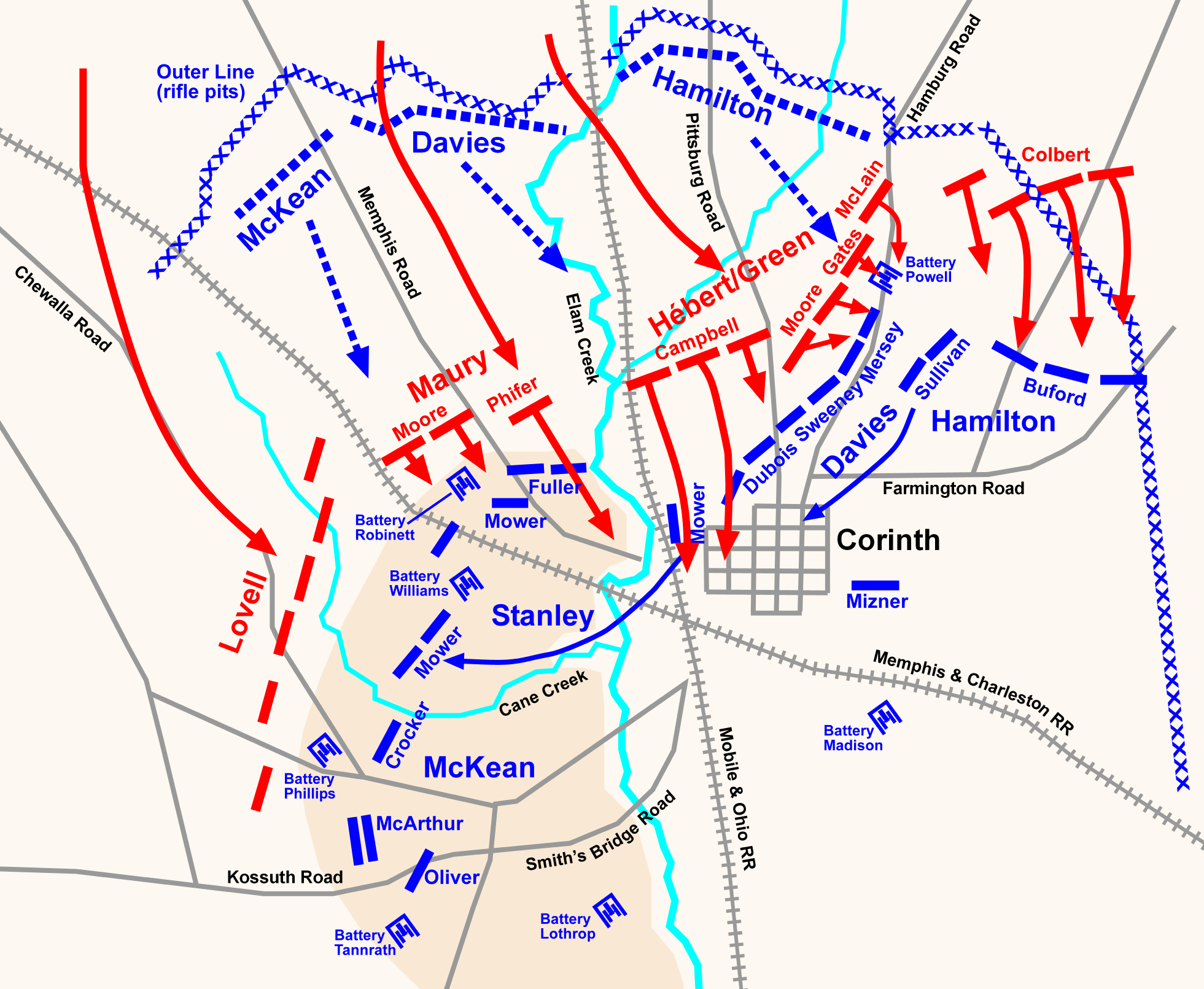
Tweede slag bij Corinth

### 3 oktober
In de ochtend van de 3de oktober namen drie van Rosecrans divisies hun posities in de oude Zuidelijke linie ten noorden en noordwesten van de stad in. McKean nam de linkerflank voor zijn rekening, Davies het centrum en Hamilton de rechterflank. Stanleys divisie werd in reserve gehouden ten zuiden van Corinth. Van Dorn opende de aanval rond 10.00u met de divisie van Lovell. McArthurs brigade (van McKeans divisie) werd aangevallen vanuit drie richtingen. Van Dorn wilde deze brigade afsnijden met de hoop dat Rosecrans zijn andere flank zou verzwakken om deze aanval te weerstaan. Op dit moment zou Price de vijandelijke rechterflank vernietigen en de stellingen veroveren. Rond 13.30u was er tussen Davies en McKean een gat ontstaan waar de Zuidelijke aanval zich nu op concentreerde. De Noordelijken trokken zich terug op de volgende defensieve linie. De Zuidelijken veroverden hierbij twee kanonnen.
Tijdens deze gevechten sneuvelde generaal Hackleman en werd generaal Oglesby zwaargewond afgevoerd. Hij was geraakt in de longen. Rond 15.00u kreeg Hamilton het bevel om zijn slaglinie te herpositioneren om de Zuidelijke linkerflank aan te vallen. Het bevel kwam niet correct tot bij Hamilton. Hij had zodanig veel tijd verloren dat het plan uiteindelijk opgegeven werd. Mocht Hamilton de aanval hebben kunnen uitvoeren, zou de tweede dag van de slag misschien onnodig geweest zijn.
Voorlopig hadden de Zuidelijken het overwicht. Rosecrans was teruggedreven op alle fronten. Tegen de avond was zijn volledig leger binnen de tweede verdedigingslinie teruggedrongen. Beide zijden hadden rust nodig. Het was warm weer geweest en het water was schaars. Vele soldaten vielen flauw. Tijdens de nacht stelde Van Dorn zijn leger op om de volgende dag de strijd voort te zetten.

### 4 oktober
Om 4.30 op 4 oktober openden de Zuidelijken het vuur met zes kanonnen op de Noordelijke stellingen. Dit bombardement duurde voort tot bij dageraad. Toen het bombardement ophield, maakten de Noordelijken zich klaar voor de vijandelijke aanval. Toch liet de aanval op zich wachten. Van Dorn had Hébert de opdracht gegeven om de aanval te openen. Het bombardement vond alleen maar plaats om Hébert de tijd te geven zijn linie te formeren.

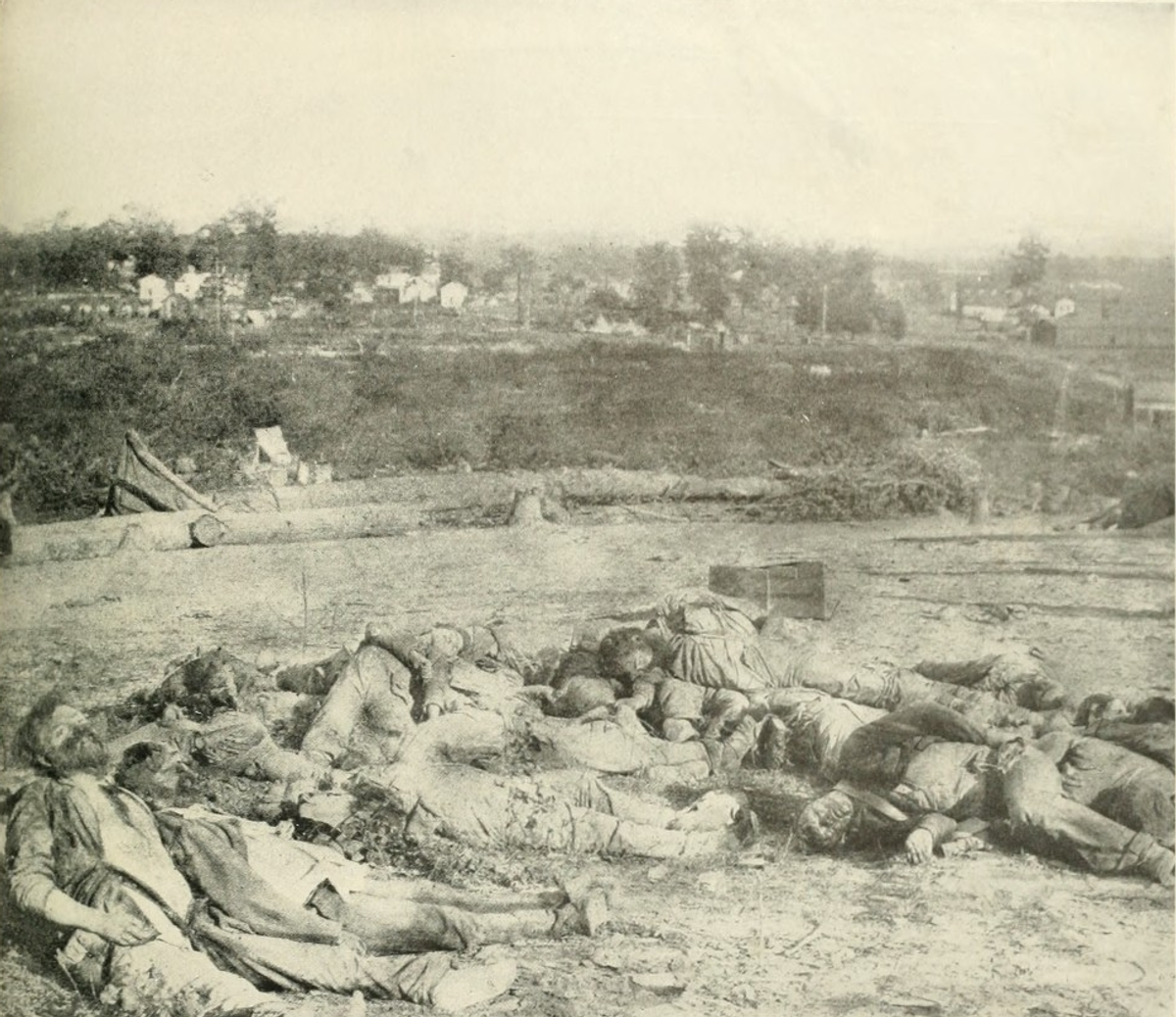
Zuidelijke gesneuvelden in de gracht bij Battery Robinett na de slag bij Corinth.

Om 07.00u stuurde Hébert een koerier naar Van Dorn met het bericht dat hij te ziek was om de aanval te leiden. Brigadegeneraal Martin E. Green nam het bevel over. Twee uur later dan verwacht rukte Green op met vier brigades in echelonformatie. Hij stelde zich op nabij de bossen ten noorden van de stad. Hij formeerde zijn linie en viel batterij Powell aan met de brigades van Gates en McLain. De andere twee brigades van Moore en Colbert vielen de stellingen van Hamilton aan. De batterij werd veroverd waarbij de kanonnen intact veroverd werden en de Noordelijke soldaten verjaagd werden.
De aanval op Hamilton werd afgeslagen waarna hij een deel van zijn troepen ter ondersteuning naar Davies stuurde. Na een Noordelijke tegenaanval werd de batterij heroverd. Bij het horen van de gevechten rond batterij Powell, vielen de Zuidelijken onder Maury rechtstreeks de stad aan. Zijn rechterflank botste rond 11.00u op taai verzet bij batterij Robinett. Na zware man-tegen-mangevechten trokken de Zuidelijken zich met zware verliezen terug.
Phifers brigade op de linkerflank van Maury’s aanval had meer succes. Ze verdreven Davies linkerflank uit hun stellingen en braken door tot in de stad. Hun overwinning duurde echter niet lang. Een deel van Sullivans brigade (in reserve gehouden bij Hamiltons linkerflank) voerde een tegenaanval uit. De Zuidelijken raakten verward en gedesoriënteerd in de smalle straten. Toen ze zich terugtrokken, werden hun beide flanken beschoten door Noordelijke kanonnen waarna ze op de vlucht sloegen. Cabells brigade van Maury’s divisie werd naar batterij Powell gestuurd om de positie te consolideren. Ze kwamen echter te laat ter plaatse. De stellingen waren reeds heroverd door Davies en Hamilton. Onder zwaar vuur moest Cabell zich terugtrekken.
Ondertussen vocht Lovell schermutselingen uit met de Noordelijke linkerflank bij batterij Phillips ter voorbereiding van een grotere aanval. Voor hij volledig klaar was met de voorbereidingen moest hij een brigade naar Maury sturen. Kort daarna kreeg hij het bevel om zich op te maken om als achterhoede te fungeren bij een eventuele terugtocht van het leger. Rond 16.00u arriveerden er versterkingen van Grant onder leiding van brigadegeneraal James B. McPherson Corinth vanuit Jackson. De slag was reeds rond 13.00u geëindigd toen de Zuidelijken op alle fronten terugtrokken.

## Gevolgen
De Noordelijken verloren 355 doden, 1.841 gewonden en 324 vermisten. De Zuidelijken hadden 473 doden, 1.997 gewonden en 1.763 gevangenen of vermisten te betreuren.
Rosecrans’ gedrag na de slag was ontluisterend. Grant had hem specifieke orders gegeven om Van Dorn te achtervolgen. Toch zou Rosecrans pas vertrekken in de ochtend van de 5de oktober. Hij wilde zijn soldaten de nodige rust gunnen.
Grant schreef verontwaardigd:"Twee of drie uren van achtervolging op de dag van de slag zelf zonder dat de soldaten veel moesten meedragen, zou veel meer opgeleverd hebben dan een achtervolging die de volgende dag uitgevoerd werd." Toen Rosecrans terug in Corinth was, vernam hij dat hij tot held gebombardeerd was in de Noordelijke kranten. Kort daarna kreeg hij het bevel van het Army of the Ohio ter vervanging van Don Carlos Buell. Hij had net als Rosecrans het nagelaten om de Zuidelijken te achtervolgen na de Slag bij Perryville.
Hoewel zijn leger zware verliezen had geleden, slaagde Van Dorn erin om de restanten terug te trekken. Op 5 oktober slaagde Van Dorn er opnieuw in om Grants soldaten te slim af te zijn bij Hatchie's Bridge. Van Dorn wijdde zijn nederlaag aan het feit dat Hébert te laat met zijn aanval was begonnen. Van Dorn werd kort daarna toch vervangen door generaal-majoor John C. Pemberton. De publieke opinie had het zeer moeilijk met het verlies aan levens tijdens de slag. Van Dorn werd dronkenschap en onachtzaamheid verweten bij de zorg voor de gewonden. Een openbare hoorzitting zuiverde hem van alle beschuldigen.